# Mistrzostwa Świata Mężczyzn w Curlingu 2021
Mistrzostwa Świata Mężczyzn w Curlingu 2021 – turniej, który odbył się w dniach 2–11 kwietnia 2021 w kanadyjskim Calgary. Mistrzami świata zostali Szwedzi.
Mistrzostwa były jednocześnie turniejem kwalifikacyjnym do Zimowych Igrzysk Olimpijskich 2022 w Pekinie. Kwalifikacje uzyskało sześć najlepszych zespołów.
Sponsorem tytularnym turnieju był BKT Tires.

## Gospodarz
Kanada gościła mistrzostwa świata mężczyzn w curlingu po raz 24 (ostatni raz w 2019). Calgary było miastem gospodarzem po raz drugi (poprzednio w 1964).
Początkowo prawo do organizacji zawodów otrzymała Ottawa, jednak ze względów organizacyjnych w kontekście pandemii COVID-19 zawody przeniesiono do położonego w Calgary WinSport’s Canada Olympic Park. Z powodu reżimu sanitarnego rozgrywki odbyły się bez udziału publiczności.

## Kwalifikacje
Do turnieju zakwalifikowało się 14 reprezentacji.
- Kanada (gospodarz)
- najwyżej sklasyfikowana reprezentacja z Ameryki:
  -  Stany Zjednoczone
- osiem zespołów z Mistrzostw Europy 2019:
  -  Szwecja
  -  Szwajcaria
  -  Szkocja
  -  Dania
  -  Włochy
  -  Norwegia
  -  Niemcy
  -  Holandia
- dwa zespoły z Mistrzostw Azji i Strefy Pacyfiku 2019:
  -  Korea Południowa
  -  Japonia
- najwyżej sklasyfikowana reprezentacja, która nie zakwalifikowała się w eliminacjach:
  -  RCF (Rosyjska Federacja Curlingu)
- World Qualification Event 2020:
  -  Chiny

W wyniku zmiany procesu i trudności z przeprowadzeniem kwalifikacji Światowa Federacja Curlingu otrzymała prośbę o zgodę na udział tych drużyn, które zapewniły sobie miejsce na odwołane z powodu pandemii COVID-19 Mistrzostwach Świata 2020, ale nie spełniły wymagań kwalifikacyjnych na turniej w 2021. WCF przychyliła się do prośby rozszerzając liczbę uczestniczących reprezentacji z 13 do 14 zespołów, co dało kwalifikacje zwycięzcy World Qualification Event 2020 Chinom.

## Reprezentacje[7][8]
| Państwo           | Czwarty          | Trzeci           | Drugi            | Otwierający          | Rezerwowy              | Trener                   |
| ----------------- | ---------------- | ---------------- | ---------------- | -------------------- | ---------------------- | ------------------------ |
| Chiny             | Zou Qiang        | Tian Jiafeng     | Wang Zhiyu       | Xu Jingtao           | Han Peng               | Sören Gran               |
| Dania             | Mikkel Krause    | Tobias Thune     | Mads Nørgård     | Kasper Wiksten       | Oliver Rosenkrands Søe | Kenneth Hertsdahl        |
| Holandia          | Wouter Goesgens  | Jaap van Dorp    | Laurens Hoekmam  | Carlo Glasbergen     | Tobias van den Hurk    | Shari Leibbrandt-Demmon  |
| Japonia           | Matsumura Yuta   | Shimizu Tetsuro  | Tanida Yasumasa  | Abe Shinya           | Aita Kosuke            | Bobby Ursel              |
| Kanada            | Brendan Bottcher | Darren Moulding  | Brad Thiessen    | Karrick Martin       | Marc Kennedy           | Don Bartlett             |
| Korea Południowa  | Jeong Yeong-seok | Park Se-won      | Kim Jeong-min    | Lee Jun-hyung        | Seo Min-guk            |                          |
| Niemcy            | Sixten Totzek    | Marc Muskatewitz | Joshua Sutor     | Dominik Greindl      | Klaudius Harsch        | Uli Kapp, Matthias Simon |
| Norwegia          | Steffen Walstad  | Torger Nergård   | Markus Høiberg   | Magnus Vågberg       | Eirik Mjøen            | Thomas Løvold            |
| RCF               | Siergiej Głuchow | Jewgienij Klimow | Dmitrij Mironow  | Anton Kałal          | Daniił Goriaczew       | Aleksandr Kozyriew       |
| Stany Zjednoczone | John Shuster     | Chris Plys       | Matthew Hamilton | John Landsteiner     | Colin Hufman           | Sean Beighton            |
| Szkocja           | Bruce Mouat      | Grant Hardie     | Bobby Lammie     | Hammy McMillan       | Ross Whyte             | Alan Hannah              |
| Szwajcaria        | Benoît Schwarz   | Sven Michel      | Peter de Cruz    | Valentin Tanner      | Pablo Lachat           | Håvard Vad Petersson     |
| Szwecja           | Niklas Edin      | Oskar Eriksson   | Rasmus Wranå     | Christoffer Sundgren | Daniel Magnusson       | Fredrik Lindberg         |
| Włochy            | Joël Retornaz    | Amos Mosaner     | Sebastiano Arman | Mattia Giovanella    | Fabio Ribotta          | Claudio Pescia           |

pogrubieniem oznaczono skipów.

### RCF
Trybunał Arbitrażowy do spraw Sportu 17 grudnia 2020 zakazał rywalizacji rosyjskich sportowców pod flagą swojego kraju. W wyniku tego wyroku Światowa Federacja Curlingu zdecydowała, że Rosjanie wystartują pod logo Rosyjskiej Federacji Curlingu z użyciem akronimu RCF. Na strojach zawodników nie może być umieszczony napis Rosja, ani flaga państwowa. W razie zwycięstwa Rosjan nie zostałby odegrany Hymn Państwowy Federacji Rosyjskiej.

## Przebieg turnieju

### System rozgrywek
Round Robin rozegrany został w systemie kołowym (każdy z każdym). Odbyło się 23 kolejek. W każdej z nich wystąpiło osiem drużyn (rozegrane zostały cztery mecze), z wyjątkiem kolejki 20, w której grało sześć drużyn. Do fazy play-off awansowało sześć najlepszych drużyn. W I rundzie fazy play-off 4 drużyna po Round Robin zagrała z 5 drużyną, a 3 z 6. Zwycięzcy awansowali do półfinałów, w których zagrali z 1 i 2 drużyną po Round Robin. Zwycięzcy półfinałów zagrali o mistrzostwo w finale, a przegrani w meczu o brązowy medal.

### Przerwanie mistrzostw
Światowa Federacja Curlingu przerwała turniej w nocy z 9 na 10 kwietnia, po rozegraniu Round Robin i pierwszego meczu play-offów. Powodem decyzji było wykrycie u osób przebywających na terenie WinSport’s Canada Olympic Park zakażenia koronawirusem. Ze względu na chęć zachowania prywatności chorych, nie podano personaliów zakażonych osób. Jednocześnie wdrożono przewidziany na taki przypadek protokół medyczny. Na ranek 11 kwietnia zapowiedziano przeprowadzenie testów wśród zawodników drużyn pozostających w grze oraz ogłoszono, że rozgrywki zostaną wznowione, gdy wszyscy sportowcy otrzymają wyniki negatywne.
W komunikacie WCF z 11 kwietnia doprecyzowano, że pierwsze trzy zakażenia potwierdzono wieczorem 9 kwietnia u trzech osób z drużyn, które odpadły wcześniej z turnieju. Czwarty wynik pozytywny otrzymano 10 kwietnia i dotyczył on zawodnika z jednego zespołu pozostającego w rywalizacji. Cała czwórka przechodziła zakażenie bezobjawowo.
Wszystkie testy przeprowadzone 11 kwietnia dały wynik negatywny. Negatywny był również wynik testu zawodnika, który poprzedniego dnia otrzymał wynik pozytywny, jednak ze względu na przepisy obowiązujące w Alberce, został on wykluczony z kolejnych meczów. W tym samym komunikacie WCF ogłosiła wznowienie mistrzostw i rozegranie pozostałych pięciu spotkań jeszcze tego samego dnia.
Przed rozpoczęciem meczów WCF ogłosiła, że wykluczony wcześniej zawodnik, będzie mógł zagrać. Poinformowano, że powodem zmiany decyzji jest przyjęcie przez gracza dwóch dawek szczepionki przeciw koronawirusowi przed przylotem na mistrzostwa oraz niewielkie ryzyko, które jego obecność stanowiła dla kolegów z drużyny i przeciwników. Decyzja ta została skonsultowana m.in. z Alberta Health Services i z lekarzem zawodów. Według nieoficjalnych doniesień medialnych zawodnikiem, który uzyskał pozytywny wynik testu, miał być trzeci reprezentacji Stanów Zjednoczonych Chris Plys. Plys po wznowieniu turnieju zagrał w meczu swojego zespołu.
Wytyczne medyczne wprowadzone przed kontynuacją turnieju zaaprobowała naczelna lekarz Alberty Deena Hinshaw.

### Zmiany po wykryciu COVID-19
WCF zarządziła w ostatnich pięciu spotkaniach, które zostały rozegrane po wznowieniu turnieju, nakaz zasłaniania przez zawodników ust i nosa (do 9 kwietnia nakaz ten dotyczył pozostałych osób obecnych na hali, lecz zawodnicy byli z niego zwolnieni). W praktyce częste były przypadki odciągania maseczek od twarzy, aby złapać oddech po mocnym szczotkowaniu.
Decyzją WCF każdy z zawodników przed i po meczu był poddawany badaniu metodą PCR.
Telewizja TSN odmówiła realizacji transmisji z meczu kwalifikacji play-off Stany Zjednoczone - Szwajcaria, z powodu obaw dotyczących zarażenia COVID-19. Przeprowadziła ona relacje z półfinałów i gier medalowych, jednak bez obecności kamerzystów na poziomie lodu.

### Rekord Szwedów
W finale Szwedzi pokonali Szkotów 10:5. Drużyna prowadzona przez Niklasa Edina została pierwszym zespołem w historii, który wygrał mistrzostwa świata mężczyzn trzeci raz z rzędu. Niklas Edin i Oskar Eriksson zostali pierwszymi curlerami w historii, którzy zdobyli mistrzostwo świata mężczyzn pięć razy.

## Round Robin
| Legenda | Legenda                       |
| ------- | ----------------------------- |
|         | Kwalifikacja do fazy play-off |

| Państwo           | Skip             | W  | P  |
| ----------------- | ---------------- | -- | -- |
| Szwecja           | Niklas Edin      | 11 | 2  |
| RCF               | Siergiej Głuchow | 11 | 2  |
| Stany Zjednoczone | John Shuster     | 10 | 3  |
| Kanada            | Brendan Bottcher | 9  | 4  |
| Szkocja           | Bruce Mouat      | 9  | 4  |
| Szwajcaria        | Peter de Cruz    | 8  | 5  |
| Włochy            | Joël Retornaz    | 7  | 6  |
| Norwegia          | Steffen Walstad  | 7  | 6  |
| Japonia           | Matsumura Yuta   | 6  | 7  |
| Niemcy            | Sixten Totzek    | 4  | 9  |
| Dania             | Mads Nørgård     | 3  | 10 |
| Holandia          | Jaap van Dorp    | 2  | 11 |
| Korea Południowa  | Jeong Yeong-seok | 2  | 11 |
| Chiny             | Zou Qiang        | 2  | 11 |

## Play-off
|  |              |                   |              |   |         |           |            |           |         |         |       |       |       |
|  | Kwalifikacje | Kwalifikacje      | Kwalifikacje |   |         | Półfinały | Półfinały  | Półfinały |         |         | Finał | Finał | Finał |
|  | Kwalifikacje | Kwalifikacje      | Kwalifikacje |   |         | Półfinały | Półfinały  | Półfinały |         |         | Finał | Finał | Finał |
|  |              |                   |              |   |         |           |            |           |         |         |       |       |       |
|  |              |                   |              |   |         |           |            |           |         |         |       |       |       |
|  |              |                   |              | 1 | Szwecja | 11        |            |           |         |         |       |       |       |
|  |              |                   |              | 1 | Szwecja | 11        |            |           |         |         |       |       |       |
|  | 3            | Stany Zjednoczone | 6            |   |         | 6         | Szwajcaria | 3         |         |         |       |       |       |
|  | 3            | Stany Zjednoczone | 6            |   |         | 6         | Szwajcaria | 3         |         |         |       |       |       |
|  | 6            | Szwajcaria        | 7            |   |         |           |            |           | Szwecja | Szwecja | 10    |       |       |
|  | 6            | Szwajcaria        | 7            |   |         |           |            |           | Szwecja | Szwecja | 10    |       |       |
|  |              |                   |              |   |         | Szkocja   | Szkocja    | 5         |         |         |       |       |       |
|  |              |                   |              |   |         | Szkocja   | Szkocja    | 5         |         |         |       |       |       |
|  |              |                   |              | 2 | RCF     | 3         |            |           |         |         |       |       |       |
|  |              |                   |              | 2 | RCF     | 3         |            |           |         |         |       |       |       |
|  | 4            | Kanada            | 3            |   |         | 5         | Szkocja    | 5         |         |         |       |       |       |
|  | 4            | Kanada            | 3            |   |         | 5         | Szkocja    | 5         |         |         |       |       |       |
|  | 5            | Szkocja           | 5            |   |         |           |            |           |         |         |       |       |       |
|  | 5            | Szkocja           | 5            |   |         |           |            |           |         |         |       |       |       |

|  |                   |            |   |
|  | Mecz o 3. miejsce |            |   |
|  |                   |            |   |
|  |                   |            |   |
|  |                   |            |   |
|  | RCF               | RCF        | 5 |
|  | RCF               | RCF        | 5 |
|  | Szwajcaria        | Szwajcaria | 6 |
|  | Szwajcaria        | Szwajcaria | 6 |
|  |                   |            |   |

### Play-off kwalifikacje
9 kwietnia, 19:00 GMT-6
| Państwo | Państwo | 1 | 2 | 3 | 4 | 5 | 6 | 7 | 8 | 9 | 10 | Ogółem |
|         | Kanada  | 0 | 0 | 1 | 0 | 0 | 1 | 0 | 1 | 0 | X  | 3      |
|         | Szkocja | 0 | 0 | 0 | 0 | 1 | 0 | 2 | 0 | 2 | X  | 5      |

10 kwietnia, 9:00 GMT-6 11 kwietnia, 11:00 GMT-6
| Państwo | Państwo           | 1 | 2 | 3 | 4 | 5 | 6 | 7 | 8 | 9 | 10 | Ogółem |
|         | Stany Zjednoczone | 0 | 1 | 0 | 0 | 2 | 0 | 1 | 1 | 0 | 1  | 6      |
|         | Szwajcaria        | 0 | 0 | 3 | 0 | 0 | 2 | 0 | 0 | 2 | 0  | 7      |

### Półfinały
10 kwietnia, 15:00 GMT-6 11 kwietnia, 16:00 GMT-6
| Państwo | Państwo    | 1 | 2 | 3 | 4 | 5 | 6 | 7 | 8 | 9 | 10 | Ogółem |
|         | Szwecja    | 1 | 0 | 1 | 0 | 5 | 1 | 0 | 3 | X | X  | 11     |
|         | Szwajcaria | 0 | 1 | 0 | 2 | 0 | 0 | 0 | 0 | X | X  | 3      |

10 kwietnia, 19:00 GMT-6 11 kwietnia, 16:00 GMT-6
| Państwo | Państwo | 1 | 2 | 3 | 4 | 5 | 6 | 7 | 8 | 9 | 10 | Ogółem |
|         | RCF     | 0 | 1 | 0 | 1 | 0 | 0 | 0 | 0 | 1 | 0  | 3      |
|         | Szkocja | 0 | 0 | 3 | 0 | 0 | 0 | 0 | 1 | 0 | 1  | 5      |

### Mecz o 3. miejsce
11 kwietnia, 11:00 21:00 GMT-6
| Państwo | Państwo    | 1 | 2 | 3 | 4 | 5 | 6 | 7 | 8 | 9 | 10 | Ogółem |
|         | Szwajcaria | 2 | 0 | 0 | 1 | 0 | 1 | 0 | 1 | 0 | 1  | 6      |
|         | RCF        | 0 | 1 | 0 | 0 | 2 | 0 | 1 | 0 | 1 | 0  | 5      |

### Finał
11 kwietnia, 16:00 21:00 GMT-6
| Państwo | Państwo | 1 | 2 | 3 | 4 | 5 | 6 | 7 | 8 | 9 | 10 | Ogółem |
|         | Szwecja | 1 | 0 | 2 | 0 | 1 | 0 | 1 | 0 | 5 | X  | 10     |
|         | Szkocja | 0 | 2 | 0 | 1 | 0 | 1 | 0 | 1 | 0 | X  | 5      |

## Klasyfikacja końcowa

Skip Szwedów Niklas Edin

|   | Mistrzowie świata       |
|   | Wicemistrzowie świata   |
|   | 3 miejsce               |
| Q | Kwalifikacja olimpijska |

| #  | Państwo           | Skip             |   |
| -- | ----------------- | ---------------- | - |
| 1  | Szwecja           | Niklas Edin      | Q |
| 2  | Szkocja           | Bruce Mouat      | Q |
| 3  | Szwajcaria        | Peter de Cruz    | Q |
| 4  | RCF               | Siergiej Głuchow | Q |
| 5  | Stany Zjednoczone | John Shuster     | Q |
| 6  | Kanada            | Brendan Bottcher | Q |
| 7  | Włochy            | Joël Retornaz    |   |
| 8  | Norwegia          | Steffen Walstad  |   |
| 9  | Japonia           | Matsumura Yuta   |   |
| 10 | Niemcy            | Sixten Totzek    |   |
| 11 | Dania             | Mads Nørgård     |   |
| 12 | Holandia          | Jaap van Dorp    |   |
| 13 | Korea Południowa  | Jeong Yeong-seok |   |
| 14 | Chiny             | Zou Qiang        |   |